# Piltene
Piltene er beliggende i Ventspils distrikt i det vestlige Letland og fik byrettigheder i 1917. Byen var tidligere hovedstaden i Kurland bispedømme, og dets sidste biskop og konge Magnus af Øsels sidste domicil i det 16. århundrede. Før Letlands selvstændighed i 1918 var byen også kendt på sit tyske navn Pilten.